# Campeonato Mundial de Sóftbol Femenino de 1990
El Campeonato Mundial de Sóftbol Femenino de 1990 se llevó a cabo en la ciudad de Normal, Illinois, en Estados Unidos, del 13 al 21 de julio. El trofeo fue adjudicado a Estados Unidos después que el partido final fuera suspendido por lluvia, debido a su desempeño en el torneo.

## Ronda final
|  | Semifinales | Semifinales    | Semifinales |   |    | Medalla de bronce | Medalla de bronce | Medalla de bronce |    |               | Medalla de oro | Medalla de oro | Medalla de oro |
|  |             |                |             |   |    |                   |                   |                   |    |               |                |                |                |
|  | 01          | Estados Unidos | 6           |   |    |                   |                   |                   |    |               |                |                |                |
|  | 02          | Nueva Zelanda  | 1           |   |    |                   |                   |                   |    |               | 01             | Estados Unidos |                |
|  |             |                |             |   | 02 | Nueva Zelanda     | 1                 |                   | 02 | Nueva Zelanda |                |                |                |
|  |             | 03             | China       | 0 |    |                   |                   |                   |    |               |                |                |                |
|  | 03          | China          | 1           |   |    |                   |                   |                   |    |               |                |                |                |
|  | 04          | Australia      | 0           |   |    |                   |                   |                   |    |               |                |                |                |

El partido final fue suspendido a la altura del cuarto inning debido a la lluvia. Al principio se pensaba premiar a Estados Unidos con la medalla de oro, a Nueva Zelanda con la plata y a Australia con bronce. Sin embargo, la delegación china protestó debido a que ellos ya habían terminado su compromiso con Nueva Zelanda. Luego de varias deliberaciones, se decidió otorgarle a China la medalla de bronce.
| Estados Unidos         |
| Campeón Estados Unidos |
| Cuarto título          |

## Tabla de posiciones
| Team                  | GP | W | L |
| --------------------- | -- | - | - |
| Estados Unidos        | 9  | 9 | 0 |
| Nueva Zelanda         | 9  | 8 | 1 |
| China                 | 9  | 8 | 1 |
| Australia             | 9  | 8 | 1 |
| China Taipéi          | 9  | 6 | 3 |
| Japón                 | 9  | 6 | 3 |
| Canadá                | 9  | 6 | 3 |
| Italia                | 9  | 6 | 3 |
| Países Bajos          | 9  | 5 | 4 |
| Cuba                  | 9  | 5 | 4 |
| Puerto Rico           | 9  | 5 | 4 |
| Filipinas             | 9  | 4 | 5 |
| Bahamas               | 9  | 4 | 5 |
| Antillas Neerlandesas | 9  | 4 | 5 |
| México                | 9  | 2 | 7 |
| Aruba                 | 9  | 2 | 7 |
| Bermudas              | 9  | 1 | 8 |
| Indonesia             | 9  | 1 | 8 |
| Argentina             | 9  | 0 | 9 |
| Zimbabue              | 9  | 0 | 9 |